# San Sadurniño
San Sadurniño è un comune spagnolo di 3 061 abitanti situato nella comunità autonoma della Galizia.
San Sadurniño è la dicitura gallega, assunta ufficialmente dal 1984. Fino ad allora il comune si è chiamato San Saturnino, secondo la dicitura spagnola.